# Locomotiva FS E.570
La locomotiva FS E.570 fu uno dei tipi di locomotiva elettrica trifase progettati dalle FS a metà degli anni venti per il servizio merci nell'ambito degli esperimenti italiani di utilizzazione della corrente alternata trifase, a 10000 V, a frequenza industriale.

## Storia
Uno degli inconvenienti del sistema di trazione a corrente alternata trifase a 16,7 Hz era la necessità di impianti specifici di produzione e trasmissione dell'energia elettrica e il tallone di Achille delle sottostazioni era costituito dall'impiego di convertitori rotanti, necessari per ottenere la suddetta frequenza, ma piuttosto delicati e bisognosi di continua manutenzione. La scelta di tale frequenza, tuttavia, era obbligata per diversi fattori tecnici tra cui non ultima la poca affidabilità degli ingranaggi riduttori della trasmissione che imponeva l'uso di motori il più possibile lenti (e quindi a frequenza la più bassa possibile). 
A metà degli anni venti avvennero attivazioni sperimentali della trazione trifase, a 10000 V e frequenza industriale di 45 Hz. Una delle locomotive progettate dal Tecnomasio Italiano-Brown-Boveri fu la E.570 il cui assetto meccanico di massima ricalcava quello della E.551. Era quindi una locomotiva atta al servizio merci o di rinforzo ai treni sui tratti acclivi.

## Caratteristiche
La locomotiva realizzata nel 1925 era sostanzialmente simile alla precedente E.551; aveva cinque assi accoppiati di piccolo diametro.
La trasmissione del moto avveniva per mezzo di ingranaggi, bielle triangolari e bielle d'accoppiamento. 
I due motori asincroni, alimentati mediante trasformatori ad olio, della potenza complessiva di 1700 kW permettevano, accoppiati in cascata o in parallelo, rispettivamente le velocità tipiche di 25 e 50 km/h. Il pantografo era quello classico a stanghe.